# Lubbesthorpe
Lubbesthorpe est une paroisse civile et un hameau du Leicestershire, en Angleterre.